# Совраги
Совраги (рос. Совраги) — село у Ножай-Юртовському районі Чечні Російської Федерації.
Населення становить 105 осіб. Входить до складу муніципального утворення Аллеройське сільське поселення.

## Історія
Згідно із законом від 20 лютого 2009 року органом місцевого самоврядування є Аллеройське сільське поселення.

## Населення
| 1990 | 2002 | 2010 |
| ---- | ---- | ---- |
| 113  | ↘79  | ↗105 |